# BL 16吋Mk I後裝艦炮
BL 16吋Mk I後裝艦炮（英語：Ordnance BL 16 inch gun Mk I）是於1920年代推出、用於英國皇家海軍兩艘納爾遜級戰列艦的艦載主炮。這是一門後膛裝填火炮，炮管長達45倍徑（簡寫為“/45”），意為口徑（16英寸）的45倍——即60英尺（18,300毫米）。

## 描述
這些絲緊結構的筒緊身管最初是為了納爾遜級的原型、取消建造的G3級戰列巡洋艦所設計。
位於艾爾斯威克的W·G·阿姆斯特朗-惠特沃斯爵士公司、巴羅因弗內斯的維克斯船廠、鄧米爾的比爾德摩爾船廠和伍利奇的皇家兵工廠總共建造了29門該火砲，其中18門火砲隨時都需要搭載於兩艘戰列艦以上。
這款火炮打破了前型的BL 15吋Mk I艦炮所提供的示例，前型以較低的炮口初速射出沉重的砲彈，而本型號則是以較高的炮口初速射出較輕的砲彈。結果卻說明，這並非成功的方法，因為在最初的炮口初速以下，火炮的磨損會被加快，而且精度不盡人意，如此之多的負面因素以至於整體表現下降。在同世代與後面使用16吋艦砲戰艦裡這款艦砲使用的穿甲彈是唯一沒超過1000公斤，日本長門級戰艦41cm艦砲使用的是1020公斤九一式穿甲彈、科羅拉多級16吋艦砲後期使用的Mark 5穿甲彈也是1020公斤，北卡羅來納、南達科他與愛荷華級的16吋艦砲使用的穿甲彈則高達1200公斤，而此艦砲穿甲彈只重達928公斤，在所有16吋艦砲戰艦裡就納爾遜級使用的穿甲彈是最輕的。此外，由於1930年代嚴格的預算政策，以至於本來意圖提出的一種加重型炮彈，都因受波及而沒有採用。因此，這款艦炮並不被認為是特別成功的武器，雖然其性能不如期待，但在那年代納爾遜級戰艦是歐洲唯一一型搭載16吋艦砲的戰艦，對德國、義大利海軍來說這款艦砲還是有一定威攝力，尤其是德國海軍很忌憚納爾遜級戰艦。此外這款16吋艦砲在歷史實戰中發揮了些不錯的戰績，1941年圍剿俾斯麥號戰艦時羅德尼號的16吋主砲發射1發砲彈將俾斯麥號2號主砲塔摧毀以及1發主砲彈命中俾斯麥號艦橋將內部高級將領包括艦長林德曼與指揮官呂特晏斯全炸死的戰績，這歷史戰績對於這款性能不佳的艦砲而言是一個很極大的安慰。

## 改進型
一種改進型武器，BL 16吋Mk II（Mark II）專為1936年英王乔治五世級的次型：狮级战列舰而設計，利用了《伦敦海军条约》的「危機減限」條款，從而獲得減少限制的權利並容許更大型武器。這種“新設計”的16吋艦炮可發射重達2,375磅（1,077.28）的炮彈。但建造前兩艘獅級戰列艦—而每艘都將搭載9門16吋艦炮—的計劃都在第二次世界大战爆發的時刻被強制中止；那時為才剛開始鋪設龍骨數個月後的事。即使如此以下，武器裝備的工作仍持續了一段時間，期間還研製了Mk III以至Mark IV；直到只生產了四門火炮並且還未生產其砲塔以後，該工作也就中止了。

## 流行文化
在2015年戰遊網大型多人在线角色扮演射击游戏《戰艦世界》當中，BL 16吋Mk I後裝艦炮除了以史實形式搭載在VII級加值系艦船納爾遜號戰艦和同樣將三座三聯裝砲塔搭載在修改至K3戰列巡洋艦計劃的VIII級銀幣系戰巡霍克號以上外，其改型：16吋Mk II於多次更新以後，以三聯裝砲塔之姿分別將三座搭載於其修改自狮级战列舰計劃的IX級銀幣系戰列艦獅號（船體A）以上。（有意思的是IX級G3級戰列巡洋艦鄧肯號與獅號船體B時被修改為搭載三座架空的三聯裝16.5英吋45倍徑後裝艦炮炮塔）

## 圖集

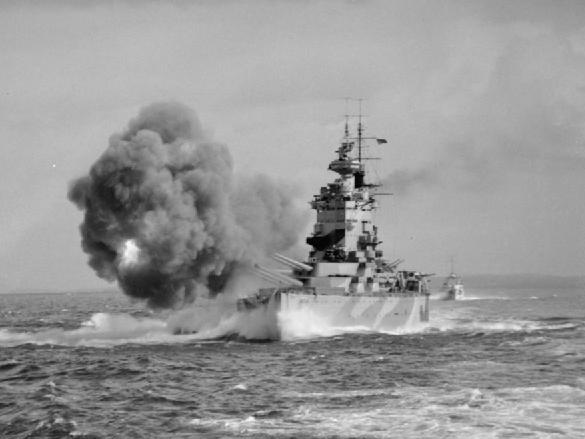
1942年，英國皇家海軍所屬的納爾遜號戰艦在炮擊試驗當中進行主炮齊射。
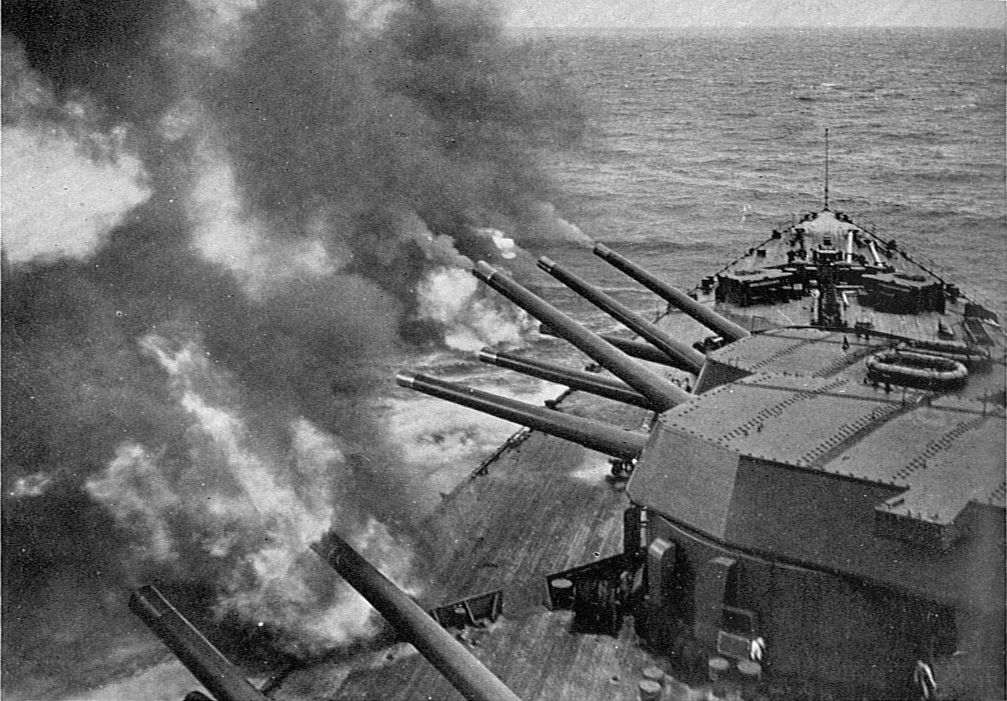
1936年，英國皇家海軍所屬的羅德尼號戰艦的主炮齊射。
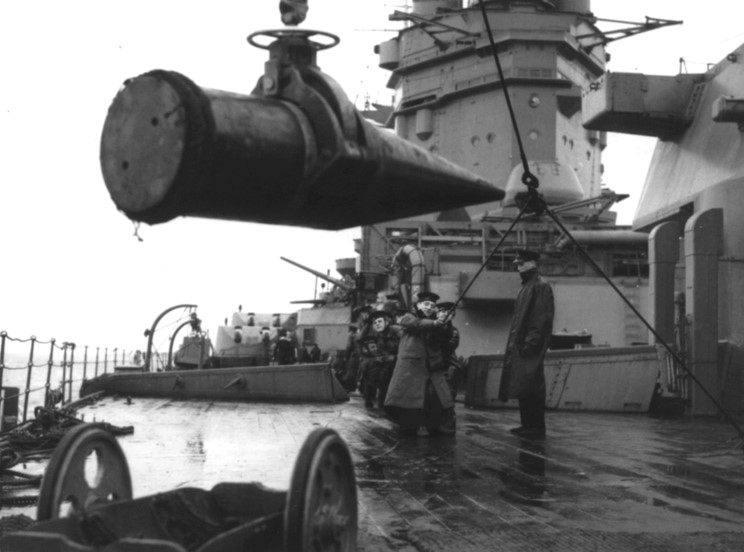
將16吋的炮彈裝載到英國皇家海軍所屬的羅德尼號戰艦以上。
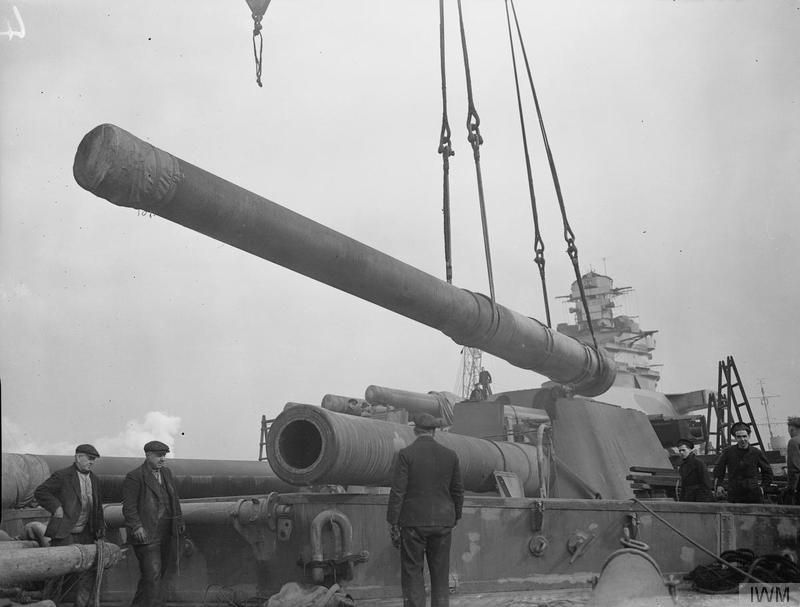
1942年，在英國皇家海軍所屬的羅德尼號戰艦以上裝上16吋艦炮。

### 年代、功能、性能相近的其他火炮
- 40.6厘米SK C/34艦炮，相近的當代德國艦炮
- 三年式41公分艦炮：日本研製的410毫米大口徑艦炮，口徑稍大
- Mk 1、5、8 16吋45倍徑艦炮（英语：16"/45 caliber gun）：美國研製的16英吋戰列艦艦炮

## 資料來源
1. ↑  Campbell, p. 21
2. ↑  Brown, p. 36

## 外部連結
- （英文）—Tony DiGiulian, British 16"/45 (40.6 cm) Mark I（页面存档备份，存于）
- （英文）—Terry Duncan, British 16" Mark I Gun and Mounting